# Hachisuka Masakatsu
Hachisuka Masakatsu est un nom japonais traditionnel ; le nom de famille (ou le nom d'école), Hachisuka, précède donc le prénom (ou le nom d'artiste).
Hachisuka Masakatsu (蜂須賀 正勝, 1526-8 juillet 1586), aussi appelé Hachisuka Koroku (蜂須賀小六), est un samouraï et vassal de Toyotomi Hideyoshi au cours de l'époque Azuchi Momoyama de l'histoire du Japon. Il est le fils de Hachisuka Masatoshi.

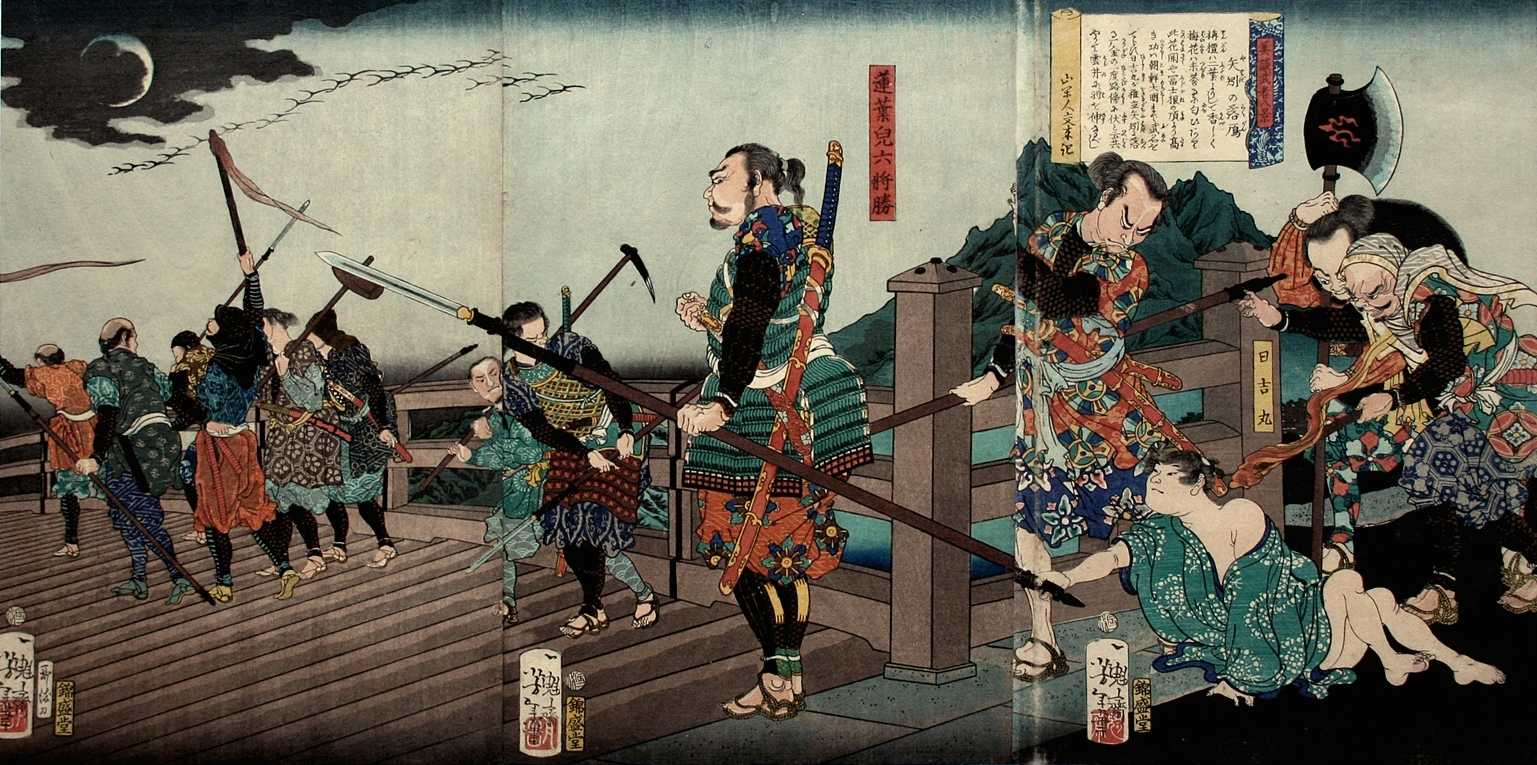
Hiyoshimaru rencontre Koroku à Yahagibashi (ukiyo-e de Taiso Yoshitoshi).

Les Hachisuka sont les kokujin du district de Kaitō de la province d'Owari (actuel district d'Ama de la préfecture d'Aichi). Ils contrôlent le transport fluvial sur la Kiso-gawa. Leur connaissance du terrain les rend utiles aux clans Oda et Saitō, bien qu'ils restent indépendants du contrôle de ces puissants clans.
Plus tard, Masakatsu est au service de Toyotomi Hideyoshi, et il est possible qu'il a participé à la construction du château de Sunomata ainsi qu'aux campagnes contre les Mōri. En 1585, Hideyoshi lui accorde la province d'Awa comme fief mais il la refuse en faveur de son fils, Iemasa et sert à la place de proche confident de Hideyoshi.

## Source de la traduction
- (en) Cet article est partiellement ou en totalité issu de l’article de Wikipédia en anglais intitulé « Hachisuka Masakatsu » (voir la liste des auteurs).